# Parlamentswahl in der Elfenbeinküste 2011
Die Parlamentswahl in der Elfenbeinküste 2011 fand am 11. Dezember statt und endete mit einem deutlichen Sieg der Partei Rassemblement des Républicains des regierenden Präsidenten Alassane Ouattara. Nahezu 1000 Kandidaten und 35 Parteien bewarben sich um die 255 Parlamentssitze.

## Hintergrund
Es war die erste Wahl nach der monatelangen Regierungskrise 2010/2011, bei der etwa 3.000 Menschen das Leben verloren und mehr als eine Million flüchten mussten. Die Krise war ausgelöst worden durch die Weigerung des damals amtierenden Präsidenten Laurent Gbagbo seine Wahlniederlage gegen Alassane Ouattara bei der Präsidentschaftswahl 2010 anzuerkennen. Zwei Wochen vor den Parlamentswahlen 2011 hatten die ivorischen Behörden den ehemaligen Präsidenten Gbagbo an den Internationalen Strafgerichtshof (IStGH) ausgeliefert. Aus Protest gegen die Auslieferung Gbagbos boykottierten seine Anhänger die Wahlen.

## Ergebnisse
Auf Grund dieses Boykotts errang die Partei Gbagbos, die Front Populaire Ivoirien (FPI), keinen Sitz im Parlament. Die Partei des regierenden Präsidenten Alassane Ouattara dagegen, die Rassemblement des Républicains (RDR), konnte 127 der 255 Sitze des Parlaments gewinnen. Zweitstärkste Fraktion im Parlament wurde die Parti Démocratique de Côte d’Ivoire (PDCI) mit 77 Sitzen. Die PDCI hatte in der Stichwahl der Präsidentschaftswahlen 2010 Quattara gegen Gbagbo unterstützt. Vor allem auf Grund des Boykottes der FPI betrug die Wahlbeteiligung nur 36 Prozent von etwa fünf Millionen Wahlberechtigten.
Die Vergabe eines Sitzes ist derzeit noch strittig, da der Kandidat kurz vor der Wahl verstarb.
| Partei                                                                | Sitze |
| --------------------------------------------------------------------- | ----- |
| Rassemblement des Républicains (RDR)                                  | 127   |
| Parti Démocratique de Côte d’Ivoire (PCDI)                            | 77    |
| Union pour la démocratie et la paix en Côte d'Ivoire (UDPCI)          | 7     |
| Rassemblement des Houphouëtistes pour la Démocratie et la Paix (RHDP) | 4     |
| Mouvement des Forces d’Avenir (MFA)                                   | 3     |
| Union pour la Côte d’Ivoire (UPCI)                                    | 1     |
| Unabhängige                                                           | 35    |
| Vakant                                                                | 1     |
| Gesamt                                                                | 255   |

Ergebnis der Parlamentswahlen 2011:
Rassemblement des Républicains (RDR): 127 Sitze
Parti Démocratique de Côte d’Ivoire (PDCI): 77 Sitze
Union pour la démocratie et la paix en Côte d'Ivoire (UDPCI): 7 Sitze
Rassemblement des Houphouëtistes pour la Démocratie et la Paix (RHDP): 4 Sitze
Mouvement des forces d'avenir (MFA): 3 Sitze
Union pour la Côte d'Ivoire (UPCI): 1 Sitz
Parteilose: 35 Sitze

Die offizielle Bekanntgabe der Ergebnisse erfolgte am 8. März 2012. Daraufhin erklärte die Regierung Soro III ihren Rücktritt.

## Verlauf
Die Wahl verlief friedlich. Die Wahlbeteiligung war nicht nur aufgrund des Boykotts der Partei Gbagbos niedrig, auch in den Hochburgen Ouattaras hielt sich die Beteiligung in Grenzen. Sie lag jedoch wesentlich höher als bei der Parlamentswahl 2000/2001, bei der allerdings nur 33 Prozent teilgenommen hatten.